# Nero infinito
Nero infinito è un film giallo splatter del 2013 diretto da Giorgio Bruno e che vede come attrice protagonista Francesca Rettondini.

## Trama
Nel paese del Sud Italia da cui proviene la scrittrice Dora Pelser, un sadico omicida sevizia ed uccide alcune persone. Nel compiere i suoi crimini l'assassino si ispira ai romanzi gialli scritti dalla stessa Dora. Sul caso indagano due poliziotti che sospettano della Pelser e del suo editore, ma la verità è assai più complicata ed intricata.

## Produzione
Il film è stato girato in Sicilia (tra Catania, San Gregorio di Catania e Valverde) e in Puglia a Fasano.

## Distribuzione
La pellicola è uscita nelle sale il 10 aprile 2013.